# 和田祐之介
和田 祐之介（わだ ゆうのすけ、1905年（明治38年）2月15日 - 1997年（平成9年）1月6日）は、日本の政治家。茨城県水戸市長（3期）。

## 来歴
茨城県出身。人形問屋の家に生まれる。1924年、水戸商業学校卒。1936年、「祐之介」を襲名する。1946年、茨城県商工会議所副会頭になる。家業の人形問屋を株式会社化し、「祐月」社長に就任する。水戸商工会議所副会頭、白菊商店会長、西部ストア社長、水戸駅観光デパート会長、トヨタオート社長、ミトクレジット社長、水戸観光協会会長、水戸連合商店会会長を経て、1972年、水戸市長木村傳兵衛急死による市長選挙に立候補し当選する。市長は1984年まで務めた。1997年死去。